# محمد رضوان (ممثل)
 محمد رضوان (25 مايو 1967)، ممثل مصري.

## عن حياته
ممثل مصري، ظهر في نهاية الثمانينيات، انضم للعمل ضمن فريق الفنان محمد صبحي في المسرح والتليفزيون، ومن المسرحيات التي اشترك بها: (المزاد) 1989، (كارمن) 2000، (زكي في الوزارة) 2008، ومن مسلسلاته: (الحفار) 1996، (يوميات ونيس) 1997 الذي اشتهر من خلاله بشخصية حلقوم، (أنا قلبي دليلي) 2009، (بدون ذكر أسماء) 2013. ومن أفلامه: (جاي في السريع) 2005، و(678) 2010.

## وصلات خارجية
- محمد رضوان على موقع IMDb (الإنجليزية)
- محمد رضوان على موقع الدهليز
- محمد رضوان على موقع قاعدة بيانات الأفلام العربية
- محمد رضوان على موقع ليتربوكسد (الإنجليزية)